# Lunar Prospector
Lunar Prospector (буквально с англ. — «лунный геолог») — американская автоматическая межпланетная станция (АМС) для исследования Луны, созданная в рамках программы НАСА «Discovery». На борту аппарата находились магнитометр, электронный рефлектометр, нейтронный спектрометр, гамма-спектрометр и альфа-спектрометр. Кроме этого было проведено два эксперимента: доплеровский гравитационный эксперимент и управляемое падение на поверхность Луны. Все приборы, кроме альфа-спектрометра, работали до окончания миссии. Станция запущена 7 января 1998 года, переведена на рабочую окололунную орбиту 15 января 1998 года и завершила работу 31 июля 1999 года. Lunar Prospector полностью выполнил запланированную научную программу к декабрю 1998 года, работая на орбите высотой около 100 км. С 29 января 1999 года АМС проводила исследования на орбите высотой около 30 км. Перед окончанием полёта аппарат работал на орбите высотой около 10 километров. Целью последнего эксперимента — управляемый спуск с орбиты и падение в заданной области поверхности Луны — был выброс над поверхностью Луны лунного грунта, ожидаемо содержащего воду. Последний эксперимент не достиг поставленных целей, но вся остальная программа была выполнена успешно и принесла большие научные результаты: были представлены данные, которые уверенно трактовались, как наличие водяного льда в приполярных областях; было доказано наличие лунного ядра, что поддержало ударную версию образования Луны; была составлена карта распределения химических элементов на поверхности Луны; были обнаружены магнитные аномалии, которые оказались связаны с большими ударными кратерами.
Подводя итоги программы Lunar Prospector, менеджер миссии Скотт Хаббард (англ. Scott Hubbard) сказал:
Лично я считаю, что это лучшая из возможных миссий, которые можно купить за 63 млн долларов.Скотт Хаббард

## Задачи полета
Основными научными задачами АМС Lunar Prospector были исследование гравитационного поля и внутреннего строения Луны, регистрация аномалий магнитного поля, глобальная съёмка элементного состава поверхности Луны, а также анализ выделяемых поверхностью Луны летучих веществ. До Lunar Prospector комплексными исследованиями поверхности Луны учёные занимались в рамках программ «Аполлон» и «Клементина». Орбиты «Аполлонов» пролегали недалеко от плоскости лунного экватора, в результате чего было обследовано лишь около 25 % поверхности. В 1994 году АМС «Клементина» впервые составила глобальную карту элементного состава Луны и в частности обнаружила следы воды на её южном полюсе. После этого среди задач Lunar Prospector было явно озвучено дополнить и уточнить изыскания «Клементины», в том числе и исследования, связанные с водой.

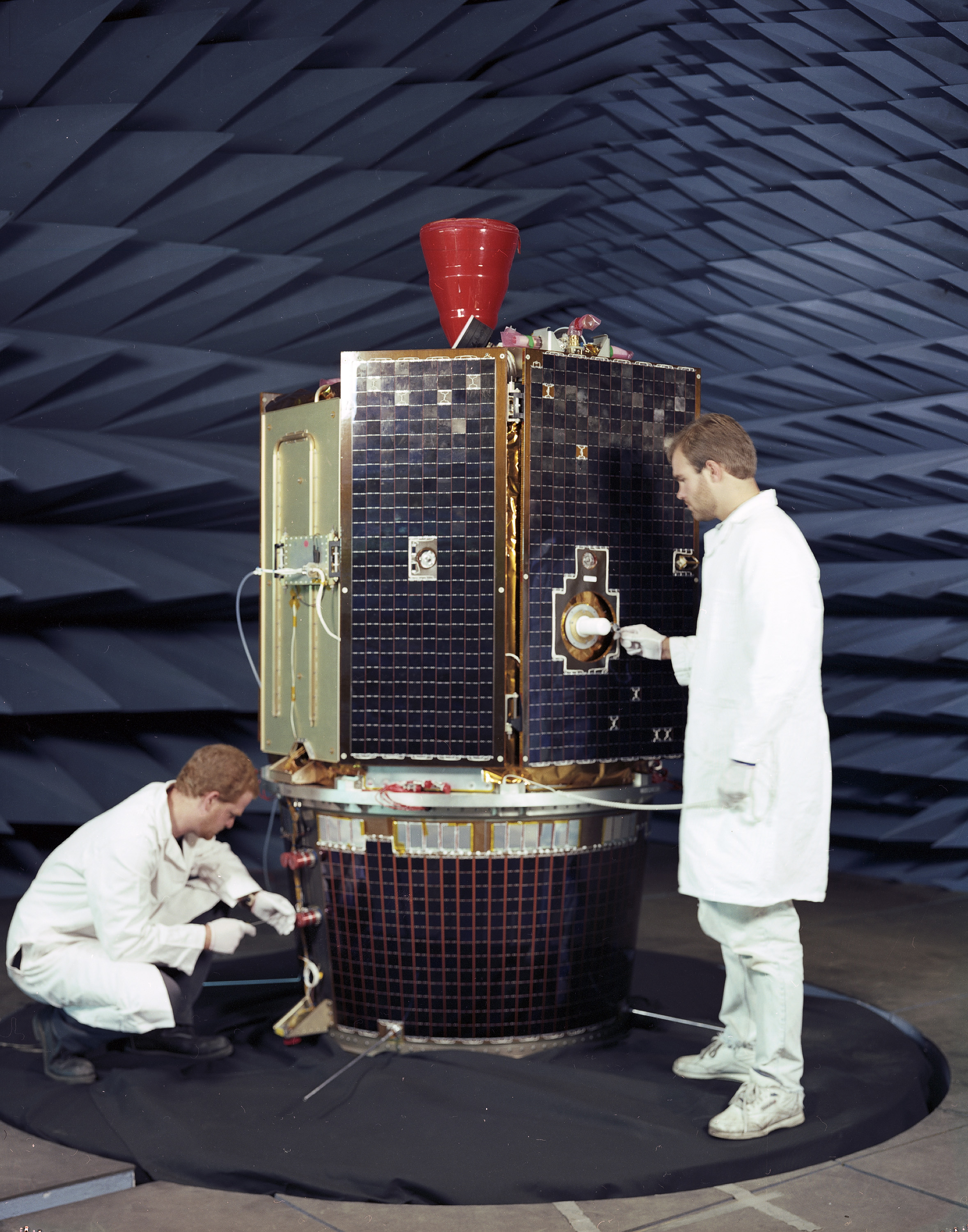
АМС «Клементина»
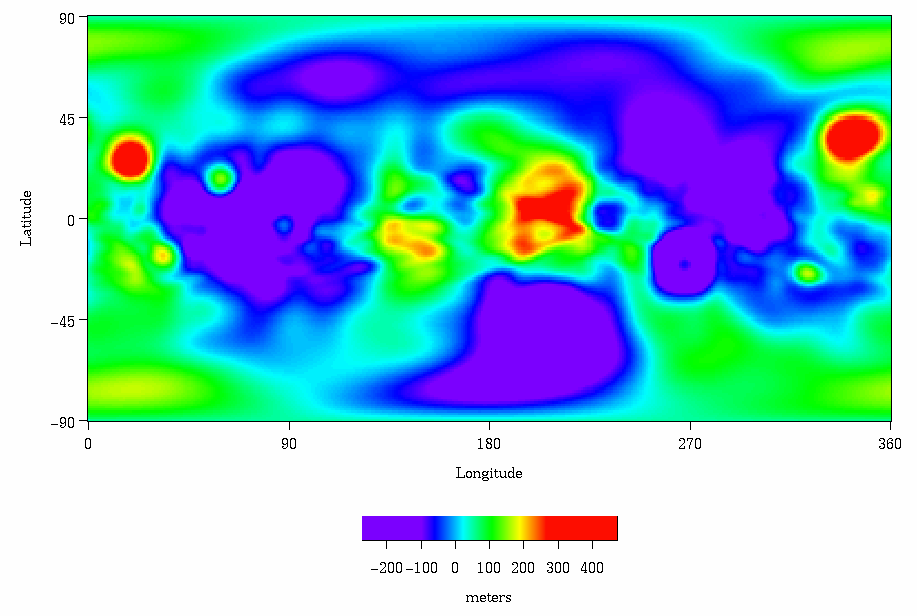
Часть гравитационной карты Луны по данным миссии «Клементина»

Инициатором проекта Lunar Prospector, а впоследствии и научным руководителем миссии, был доктор Алан Байндер (англ. Alan Binder), который защитил в 1967 году докторскую диссертацию по планетологии и лунной геологии. В 70-х годах он активно участвовал в программе «Викинг». Именно Байндер консультировал Европейское космическое агентство в рамках исследования проекта лунного полярного спутника. Кроме этого Байндер участвовал в совместном германо-американском проекте «Selene», который эволюционировал в автоматическую лунную посадочную миссию «Artemis». Из всех проектов до стадии практической реализации смог дойти только проект лунной полярной АМС, получившей название Lunar Prospector.
Изначально аппарат планировалось запустить в 1992 году. Особенностью проекта было то, что основным разработчиком являлся Принстонский Институт космических исследований, а НАСА участвовало только разработкой одного прибора — спектрометра гамма-лучей. Результаты исследований «Клементины» подтолкнули НАСА на включение Lunar Prospector в программу «Дискавери». Проект был отобран для участия в августе 1994 года и 28 февраля 1995 был одобрен. В конкурсе участвовало 28 космических проектов. Среди наиболее сильных конкурентов фигурировал проект «Гермес», предложенный Лабораторией реактивного движения, — АМС для исследования Меркурия, поиска кратерного льда, картирования магнитного и гравитационного полей. Создатели проекта «Клементина» предлагали отправить аппарат «Оракл», аналогичный лунному, по пролётной траектории к двум астероидам и комете. Среди лунных проектов было несколько вариантов луноходов: «InerluneOne» — запуск сразу двух луноходов (большого, массой 163 кг, и маленького (10 кг) — для исследования геологии спутника Земли); Российско-американский проект англ. «Pele» — отправка на Луну модифицированного российского марсохода НПО имени Лавочкина; Проект «Жюль Верн» Калифорнийского университета и центра имени Джонсона — для исследования структуры Луны. Lunar Prospector не воспринимался сильным конкурентом, но его шансы повышала возможность полететь уже в 1998 году. В результате конкурсная комиссия выбрала для реализации Lunar Prospector, отметив, что проект достаточно проработан для запуска в космос в июне 1997 года. На момент запуска Lunar Prospector был третьим и самым дешёвым проектом, осуществлённым в рамках программы.
Расходы по программе оценивались в 59 млн $. Научным руководителем проекта стал Алан Байндер, изготовил космический аппарат «англ. Lockheed Missiles and Space Co.», техническая поддержка и изготовление одного из научных приборов были предоставлены Исследовательскому центру имени Эймса (НАСА). В бюджете НАСА на 1997 бюджетный год на программу Lunar Prospector было выделено 19,8 млн $. Общая стоимость программы составила 63 млн $: разработка аппарата — 34 млн, стоимость пусковых услуг — 22 млн, расходы на управление аппаратом и обработку данных — 4 млн $. Изначально программа исследований была рассчитана на один год.
На пресс-конференции 4 января 1998 года Скотт Хаббард сказал:

Мы хотели показать, что на сумму, равную стоимости типичного голливудского фильма, можно исследовать межпланетное пространство.
Однако среди научного сообщества были учёные, которые критиковали именно низкую стоимость проекта, оказавшую влияние на малую научную нагрузку аппарата.

## Конструкция аппарата

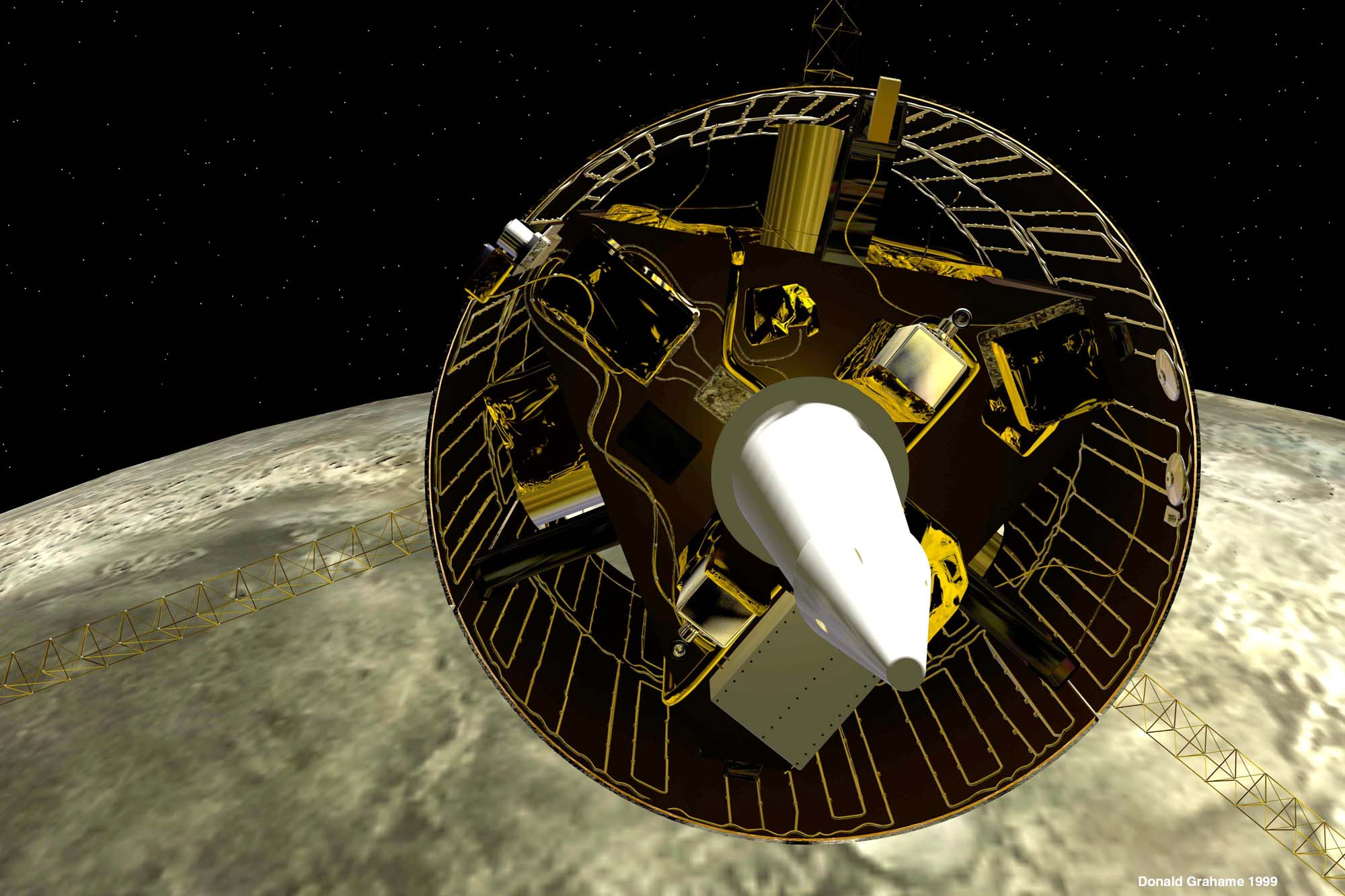
Lunar Prospector (вид с переднего торца) на лунной орбите

Для основы Lunar Prospector использовалась половинка космического аппарата Iridium в форме трёхгранной призмы. На призму была надета цилиндрическая оболочка диаметром 1,40 и длиной 1,25 метра. На оболочке были размещены солнечные батареи, вырабатывавшие 202 Вт электроэнергии. Работу в затенённых участках обеспечивала никель-кадмиевая батарея ёмкостью 4,8 Ач. Схема управления была разработана без компьютера на борту. Управление аппаратом производилось командами с Земли. Центр управления полётом был размещён в Исследовательском центре имени Эймса. Для связи АМС с Землёй использовались приёмник и передатчик S-диапазона, работавшие через всенаправленную антенну или антенну среднего усиления MGA. Всенаправленная антенна использовалась для передачи команд на борт, а антенна MGA обеспечивала передачу данных на Землю. Антенны были смонтированы на верхнем днище аппарата. Канал «Земля—борт» работал на частоте 2093,0541 МГц, а обратный — на частоте 2273 МГц, обеспечивая канал связи «шириной» 3,6 кбит/с. Научная аппаратура была размещена на трёх штангах длиной 2,4 м, располагавшихся поперечно продольной оси призмы. Для управления АМС и поддержания ориентации использовалось шесть гидразиновых ЖРД с тягой 22 Н, которые изготовила компания англ. Primex Aerospace. Заправленный аппарат имел массу 295 кг, сухой — 158 кг.

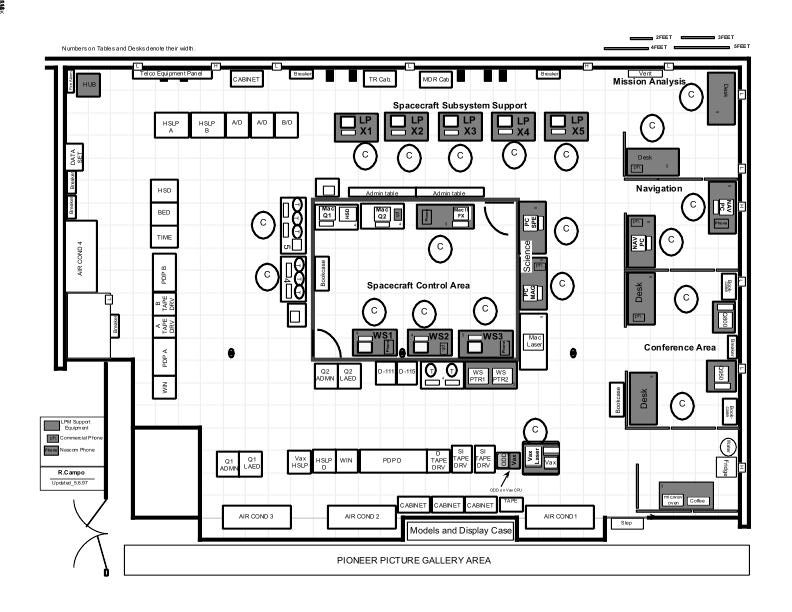
Схема центра управления полётом АМС Lunar Prospector

Передача данных от АМС на Землю проводилась в реальном времени и только в условиях прямой видимости станций связи. На участках радиотени данные записывались на твердотельные накопители, а после выхода из радиотени записанные данные передавались одновременно с текущими. Каждый прибор имел конкретный отрезок времени для передачи своих данных. На практике проявилась сильная зашумлённость канала связи и низкая мощность полезного сигнала. Для повышения точности информации пришлось прибегнуть к многократной съёмке изучаемых областей лунной поверхности. Центр управления полётом АМС был создан в течение 1997 года на базе центра управления миссии «Пионер-10» на третьем этаже корпуса N-244 исследовательского центра Эймса. До запуска лунной АМС управление «Пионерами» использовалось для подготовки команды управления лунника. Во время реализации основной миссии группа управления продолжила вести «Пионеры» в «факультативном порядке», а после прекращения полёта Lunar Prospector центр управления продолжил работу до конца сентября 1998 года, поддерживая связь с «Пионером-10».
Космический аппарат был собран в калифорнийском городе Саннивейл; работами руководил Томас Дагерти. В работах участвовало 25 субподрядчиков, а для испытаний компания Hewlett-Packard создала специальный стенд. Предполётная подготовка АМС проводилась компанией Astrotech.

### Полезная нагрузка
На борту Lunar Prospector было размещено пять научных приборов и планировался один эксперимент, не требовавший специальной бортовой аппаратуры:
| Прибор (эксперимент)        | Разработчик (Производитель)                                                                  | Руководитель проекта  |
| --------------------------- | -------------------------------------------------------------------------------------------- | --------------------- |
| Магнитометр MAG             | Центр космических полётов им. Годдарда, Лунно-планетная лаборатория Аризонского университета | Марио Акунья, Лон Худ |
| Электронный рефлектометр ER | Лаборатория космической науки (Калифорнийский университет в Беркли)                          | Роберт Линь           |
| Нейтронный спектрометр NS   | Лос-Аламосская национальная лаборатория (Лос-Аламосская национальная лаборатория)            | Уильям Фелдман        |
| Гамма-спектрометр GRS       | Исследовательский центр имени Эймса (Лос-Аламосская национальная лаборатория)                | Скотт Хаббард         |
| Альфа-спектрометр APS       | Лунный исследовательский институт (Лос-Аламосская национальная лаборатория)                  | Алан Байндер          |
| DGE                         | Лаборатория реактивного движения                                                             | Александер Коноплив   |

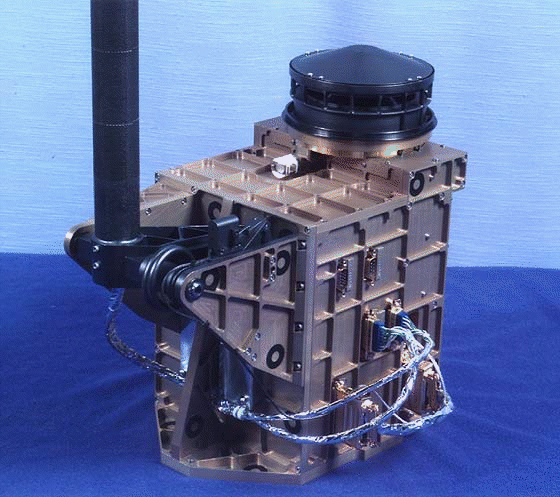
Блок магнитометра MAG и электронного рефлектометра ER
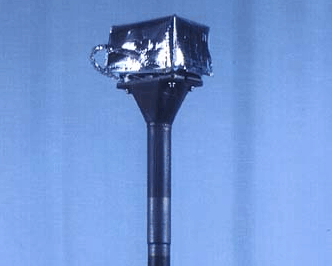
Датчики магнитометра MAG, вынесенные на отдельной штанге
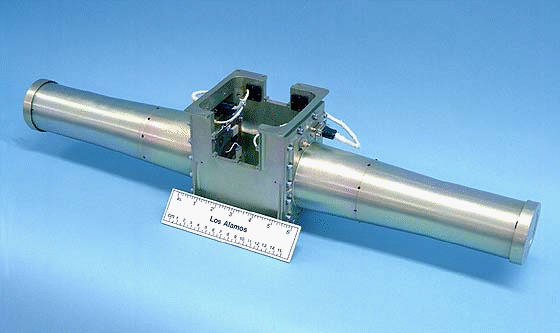
Нейтронный спектрометр NS
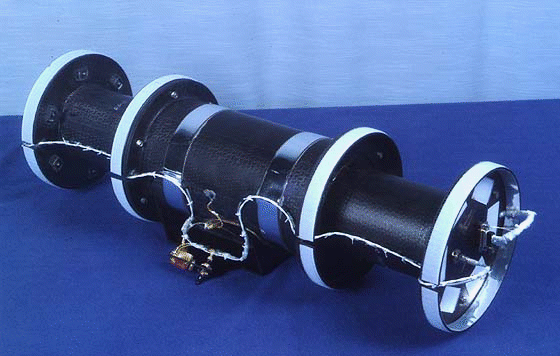
Гамма-спектрометр GRS
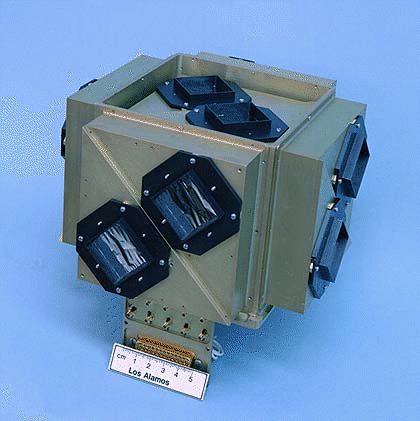
Альфа-спектрометр APS

Одной из основных задач нейтронного спектрометра NS (англ. Neutron Spectrometer) был поиск признаков воды на Луне. Для этого анализировались нейтроны, которые были выбиты с лунной поверхности космическим излучением. Нейтроны, взаимодействовавшие с атомами водорода, должны были иметь определённую энергию и спектрометр должен был распознать такие нейтроны. Ожидалось, что NS сможет «заглянуть» на один метр в глубь поверхности и «увидеть» до ста граммов воды на один кубометр реголита. При весе 3,9 кг спектрометр потреблял 2,5 Вт энергии и выдавал данные со скоростью 49 бит/с. Нейтронный спектрометр был установлен на одну штангу с альфа-спектрометром. Альфа-спектрометр APS (англ. Alpha Particle Spectrometer) должен был исследовать газы (азот, окись углерода, углекислый газ и радон), которые могли выделяться в окололунное пространство в результате возможных тектонических процессов. Четырёхкилограммовый прибор потреблял 7 Вт энергии и производил 181 бит/с научной информации. Данные, полученные гамма-спектрометром GRS (англ. Gamma Ray Spectrometer), должны были помочь сформировать карту распределения химических элементов на поверхности спутника Земли. Учёных интересовали калий, фосфор, титан, кремний, алюминий, железо. До появления данных «Клементины» эти элементы были первоочередной задачей, так как позволяли исследовать процесс формирования Луны и Солнечной системы. Гамма-спектрометр весил 8,6 кг, потреблял 3 Вт электроэнергии и выдавал информацию со скоростью 688 бит/с. Задачами электронного рефлектометра ER (англ. Electron Reflectometer) и магнитометра MAG (англ. Magnetometer) была попытка ответить на вопрос происхождения остаточного магнитного поля Луны. Предполагалось определить связь лунного магнитного поля с возможным ядром или с воздействием на поверхность падающих комет и астероидов. При обнаружении ядра предполагалось оценить его параметры. Магнитометр монтировался на отдельной штанге длиной около 0,8 м, которая крепилась к блоку электронного рефлектометра. Общая масса приборов составляла около 5 кг, энергопотребление 4,5 Вт и они выдавали суммарный поток информации 670 бит/с. Магнитометр был самым удалённым прибором Lunar Prospector — во избежание воздействия внутренних магнитных полей АМС магнитометр был вынесен на расстояние 2,6 метра от корпуса.
Для эксперимента DGE (англ. Doppler Gravity Experiment) отдельного прибора не требовалось — доплеровский гравитационный эксперимент проводился на основе анализа доплеровского смещения радиочастоты сигналов, передаваемых с аппарата. Точность измерения позволяла отследить изменение скорости аппарата до 0,2 мм/с. Целью эксперимента было создание карты гравитационных аномалий и новой гравитационной модели Луны.
Lunar Prospector не нёс на борту камеру оптического диапазона, что определялось ограничениями по массе и бортовой энергетике.

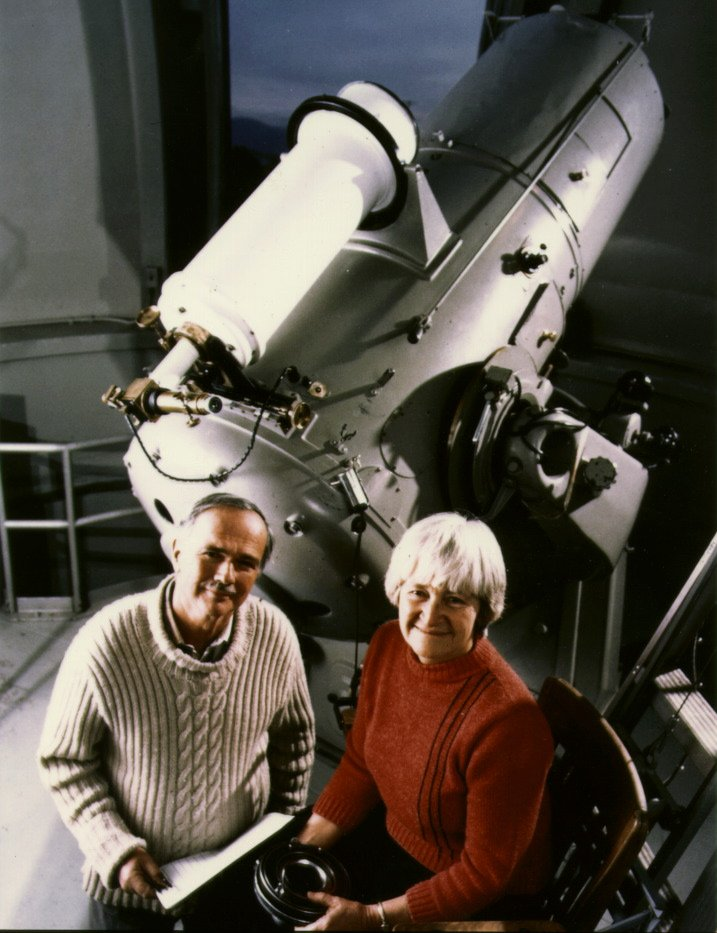
Юджин Шумейкер с женой Каролиной

Кроме основной, научной, нагрузки, на борту лунника находилась капсула, в которую была помещена одна унция (28 граммов) праха астронома и планетолога Юджина Шумейкера. Шумейкер участвовал в исследовании Луны начиная с проекта «Рейнджер» в 60-х годах. Капсулу изготовила компания англ. Celestis; на корпус были нанесены изображения кометы Хейла — Боппа и Аризонского кратера, а также несколько слов из шекспировской трагедии «Ромео и Джульетта»:

Его мечта сбылась, пускай и таким образом…
Шумейкер участвовал в программе «Аполлон» и должен был стать первым геологом на Луне, но из-за проблем со здоровьем не смог совершить космический полёт. «То, что я не смог постучать по Луне… своим собственным молотком, было величайшим разочарованием в моей жизни» — говорил Шумейкер. Он погиб в автокатастрофе 18 июля 1997 года. Каролина Шумейкер, жена планетолога, после старта Lunar Prospector сказала «Он всегда хотел полететь на Луну. Он был бы восхищён.» В связи с запуском праха Юджина Шумейкера на Луну индейцы племени навахо высказали протест: «Человеческие останки не должны попадать на Луну, так как она священна». В связи с этим НАСА принесло свои официальные извинения.

## Полёт АМС и работа на орбите Луны

### Запуск космического аппарата
Первой датой запуска Lunar Prospector объявлялось 24 сентября 1997 года. Но после успешно осуществлённого 23 августа запуска ракеты-носителя «Афина-1» было принято решение перенести запуск ракеты-носителя «Афина-2» с лунным аппаратом. Задержка объяснялась дополнительными мерами предосторожности. Второй датой запуска было названо 23 ноября 1997 года, но запуск пришлось повторно перенести на 6 января следующего года. По словам представителя НАСА Элизабет Картер отсрочка была вызвана проблемами с подготовкой ракеты-носителя «Афина-2».
Основной и резервной датой запуска Lunar Prospector были назначены 6 и 7 января 1998 года. Даты запуска формировались в соответствии с рядом условий. Во-первых, запуск должен был произойти в течение 23 месяцев начиная с 16 сентября 1997 года — период без лунных затмений, чтобы избежать длительного пребывания аппарата в земной тени. Аккумуляторы аппарата имели малую ёмкость и могли полностью разрядиться в тени. Во-вторых, дата старта должна была обеспечить период, когда возможно непрерывное управление аппаратом на этапах перелёта и выхода на окололунную орбиту. Следующая возможная дата запуска выпадала на 5 февраля. Стартовое окно составляло всего четыре минуты.
Для запуска использовалась твердотопливная трёхступенчатая ракета-носитель «Афина-2». Это был первый «боевой» старт ракеты. Предыдущий, испытательный, был неудачным и завершился подрывом ракеты.
Изначально запуск должен был состояться 6 января 1998 года в 01:31 UTC (5 января в 20:31 EST), но из-за поломки радиолокатора службы обеспечения безопасности полёта авиабазы Патрик, старт был перенесён на следующий день. 7 января в 02:28:44 UTC (6 января в 21:28:44 EST) (первая секунда стартового окна) был произведён успешный запуск ракеты-носителя. Старт производился со стартовой позиции LC-46 космопорта Флорида. Запуск ракеты-носителя контролировался с помощью контрольно-измерительных пунктов на острове Антигуа (Т +06:20), острове Вознесения (Т +20:23), и в Австралии (Т +51:40).

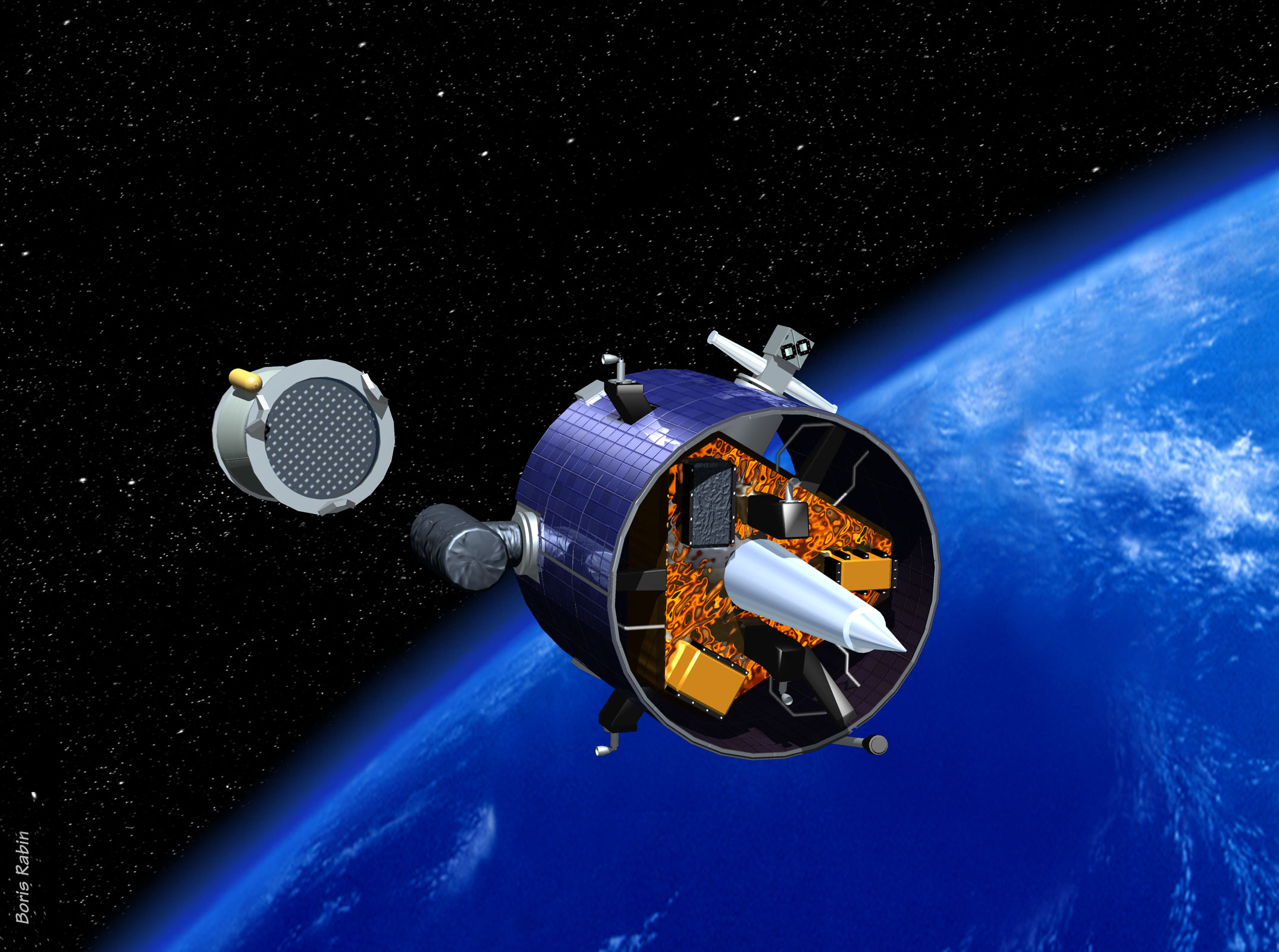
Lunar Prospector на пути от Земли к Луне

Запуск производился по азимуту 97,13° и отличался длительным вертикальным участком выведения. На 88-й секунде и высоте 19,05 км произошёл запуск второй ступени. Через пять с половиной минут после старта произошло отделение головного блока, состоявшего из жидкостной доводочной ступени англ. OAM, разгонного блока (РБ) TLI (англ. Trans Lunar Injection) и самого космического аппарата. Доводочная ступень OAM осуществила выведение на опорную орбиту высотой около 200 км и обеспечила ориентацию связки РБ+АМС во время баллистической паузы. Разделение OAM и РБ+АМС было произведено на 3315 секунде от момента старта после пролёта примерно 2/3 витка. После отделения OAM была произведена стабилизация TLI закруткой по продольной оси (57 об/мин) и включение твердотопливного ускорителя «Star 37FM», который проработал 64 секунды. После перехода с опорной орбиты на отлётную на Т +3390 секунд прошла команда на включение питания систем Lunar Prospector. Запуск был полностью успешным, все системы сработали штатно. Космическому аппарату был присвоено международное регистрационное обозначение 1998-001A, а в каталог Космического командования США он был внесён под номером 25131. Ступень OAM сошла с орбиты 7 января.

### Перелёт и выход на окололунную орбиту

Траектория перелёта Lunar Prospector от Земли до Луны

Путь от Земли до Луны проходил более драматично, чем выведение на опорную орбиту. Связь с космическим аппаратом Lunar Prospector была установлена 7 января 1998 года в 03:47 UTC, через 47 минут с момента старта. Измерения подтвердили успешность выведения на орбиту перелёта к Луне — отклонение по скорости было менее 1 м/с. Телеметрия, полученная со станции, показала нормальный заряд батареи и потребляемый ток 3 А. Для передачи телеметрии со станции использовался геостационарный ретранслятор англ. TDRS. При этом прямой сигнал, получаемый со станции был слаб, по причине нахождения антенны в тени корпуса станции. Сам сигнал содержал большое количество ошибок, что крайне осложняло передачу команд на борт. Из-за плохого прохождения сигналов были отложены штатное развёртывание штанг с научными приборами и ориентация станции. На этом этапе было важно не допустить перегрева оборудования и парафиновых замков механизмов раскрытия штанг. Для решения этой проблемы была заданна временная ориентация 30° относительно траектории.
К 12:30 UTC 7 января удалось раскрыть штанги приборов: нагревательные элементы штатно расплавили парафиновые замки и штанги заняли рабочее положение. После этого было подано напряжение на научное оборудование. По завершении этих операций был проведён первый манёвр коррекции траектории (англ. TCM-1), который, из-за возникших трудностей со связью, хотели перенести на сутки. Для обеспечения манёвра станция была переведена в рабочую ориентацию, которая поддерживалась вращением 12,2 об/мин.
8 января с 06:09 по 07:44 UTC было произведено последовательное подключение к источнику питания высокого напряжения электронного рефлектометра ER, нейтронного спектрометра NS и гамма-спектрометра GRS — все приборы включились без замечаний. С 08:25 по 08:40 UTC был проведён манёвр TCM-2, приведший к приращению скорости на 8,4 м/с. После манёвра планировалось перевести аппарат из перелётной ориентации (двигатели назад) в ориентацию перехода на окололунную орбиту (двигатели вперёд). Но баллистики запросили сутки для оценки параметров изменившейся орбиты. На 17:00 UTC все системы Lunar Prospektor функционировали нормально, команды и телеметрия передавались без потерь, научные данные со скоростью 3600 б/с передавались через всенаправленную антенну, ориентация поддерживалась закруткой 12,685 об/мин. К полуночи на борт было успешно передано 250 команд.

Анимация перехода Lunar Prospector на постоянную окололунную орбиту

Третий день полёта начался с проблем со связью: в течение полутора часов станция дальней космической связи DSS-24 не могла обеспечить надёжный контакт с Lunar Prospector. Решить проблему удалось после переподстройки несущей частоты, но восстановить удалось только данные последних 53 минут телеметрии. После отладки связи производилась настройка и калибровка научных приборов. В этот день менеджер полётных операций Марси Смит обнародовала результаты коррекции TCM-2: манёвр был осуществлён столь успешно, что коррекция TCM-3 была отменена. После этого была успешно произведена смена полётной ориентации двигателями вперёд (LOI-ориентация) для перехода на окололунную орбиту. Планировавшийся на 11 января резервный манёвр перехода в LOI-ориентацию был отменён.
К 23:00 UTC 10 января на борт станции передали 8 команд, на что потребовалось 39 часов. 11 января Lunar Prospector перешёл на окололунную орбиту. Успех операции зависел от попадания в двухчасовое окно связанное с точкой максимального сближения с Луной. В 10:45 UTC на борт космического аппарата была загружена команда выполнения манёвра LOI-1. Станция подошла к точке манёвра с отклонениями от планируемой орбиты:
|                              | Расчётный показатель | Практический показатель |
| ---------------------------- | -------------------- | ----------------------- |
| Наклонение орбиты            | 89,9°                | 89,7°                   |
| Высота над поверхностью Луны | 82 км                | 71 км                   |
| Время манёвра                | Т                    | Т −33 с                 |

В 11:45 UTC начался манёвр LOI-1, который длился 32,2 минуты. Из-за ошибки в расчётах станция дальней связи не смогла контролировать процесс полностью и примерно пять минут данных, передаваемых с борта станции, оказались потерянными. Несмотря на потерю связи аппарат успешно вышел на окололунную «орбиту захвата» с высотой апоцентра около 8500 км и периодом обращения 11,8 часов. Параметры орбиты были признаны удовлетворительными и резервная коррекция была отменена.
12 января в 10:58 UTC был проведён манёвр LOI-2. Через 27 минут с момента включения двигателя Lunar Prospector перешёл на эллиптическую орбиту 83×1870 км и периодом обращения 210 мин. По завершении LOI-2 на борту станции осталось 58 кг топлива (израсходовано 80 кг). Ключевыми требованиями к орбите была возможность постоянной связи с Землёй и отсутствие затенённых участков. В результате манёвров LOI плоскость орбиты аппарата оказалась практически перпендикулярной направлению на Землю и световому потоку от Солнца. Переселений орбиты находился над 30° северной широты Луны. Станция вращалась вокруг своей оси со скоростью 12,15 об/мин. Передача данных через всенаправленную антенну велась со скоростью 3600 бит в секунду.
13 января в 11:27 UTC Lunar Prospector провёл 27-ми минутный манёвр LOI-3 с целью перевести аппарат на около круговую орбиту с высотой 100 км. Изменение орбиты проводилось по так называемой «консервативной схеме», которая не допускала чрезмерного снижения орбиты. Тормозной импульс был на 4 % ниже номинального, что привело к формированию новой орбиты: 92×160 км, наклонение 89,93°, длительность витка около 2 часов. На коррекцию было потрачено 24 кг топлива. После манёвра станция имела закрутку 12 об/мин. Эта орбита имела короткий участок радиотени: впервые аппарат вошёл в него в 18:54 UTC и связь с Землёй прервалась на 7 минут.
14 января центр управления начал работы по переводу рабочих смен на дневное время — до этого основные операции выпадали на ночь по тихоокеанскому времени. К середине дня стали известны уточнённые параметры орбиты: 92×153 км, наклонение 90,1°, период обращения 120 мин. К полудню время нахождения в радиотени увеличилось до 33,5 мин.
15 января был проведён переход аппарата на рабочую орбиту. В 20:31 UTC была включена система нагрева двигателей, которые в 21:44 были включены на 76,6 секунд для снижения скорости на 12,1 м/с и уменьшения апоселения до 100 км. Второе включение двигателей произошло в 22:06 и длилось 14,6 секунд, что привело к прирощению скорости на 2,6 м/с и поднятию переселения до 99 км. В итоге была сформирована орбита 99×100 км, период обращения 118 мин, наклонение 90° и орбитальная скорость аппарата 1,63 км/с. В 23:57 началась серия из 139 импульсов двигателей с целью развернуть Lunar Prospector осью вращения перпендикулярно плоскости эклиптики и направить научные приборы в сторону поверхности Луны. Ось вращения была развёрнута на 31,5° и фактическое отклонение от оптимального составило 2,7°, что полностью укладывалось в допустимую погрешность. После завершения манёвров скорость закрутки станции составила 12,09 об/мин.
По итогам перелёта Lunar Prospector от Земли до Луны Алан Байндер заявил, что получаемые научные данные лучше ожидаемых, а управление станцией он сравнил с детской игрой.

### Ход миссии

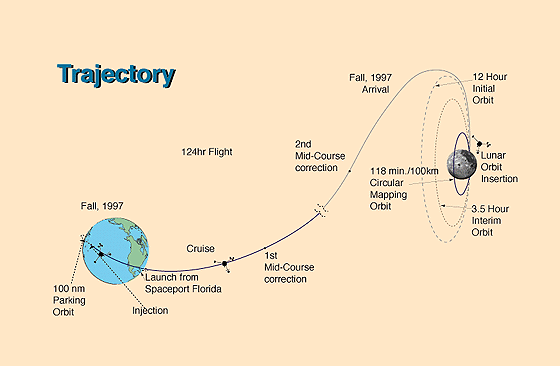
Траектория полёта Lunar Prospector

В ночь с 22 на 23 января на борт аппарата было передано 72 команды, которые должны были настроить магнитометр и электронный рефлектометр. Кроме этого проводилась настройка остронаправленной антенны среднего усиления — её использование вместо всенаправленной антенны позволило поднять уровень мощности сигнала на 7 дБ, что улучшило условия получения сигнала на Земле. На последней неделе января возникли проблемы в работе спектрометров. Приборы выключили, а затем включили — после перезагрузки электроника снова заработала корректно. Для обеспечения перезагрузки на борт было передано 38 команд. 26 января была откорректирована скорость вращения аппарата и на 2,4° изменён наклон оси. Для этого на борт было передано 24 команды по которым в 17:27 UTC двигатели произвели 12 импульсов, а в 17:51 ещё один. В результате манёвров скорость осевого вращения уменьшилась с 12,098 до 11,936 об/мин. Планировалось сохраните эту скорость в течение месяца. 28 января с Земли было передано пять команд для настройки электронного рефлектометра и магнитометра.
10 февраля в 22:29 UTC был проведён манёвр изменения ориентации на Солнце. Для этого на борт передали 13 команд. В результате планировалось сместить ось вращения спутника на 1,7°, в результате получилось 1,84°. Для настройки гамма-спектрометра 21 февраля с Земли было передано 2 команды. А 27 февраля произошла частичная потеря данных при передачи на Землю: аппарат оказался на линии Солнце—Земля и в течение 9 минут приёмные станции получали солнечные помехи вместо полезного сигнала, в результате было получено 76 % данных.

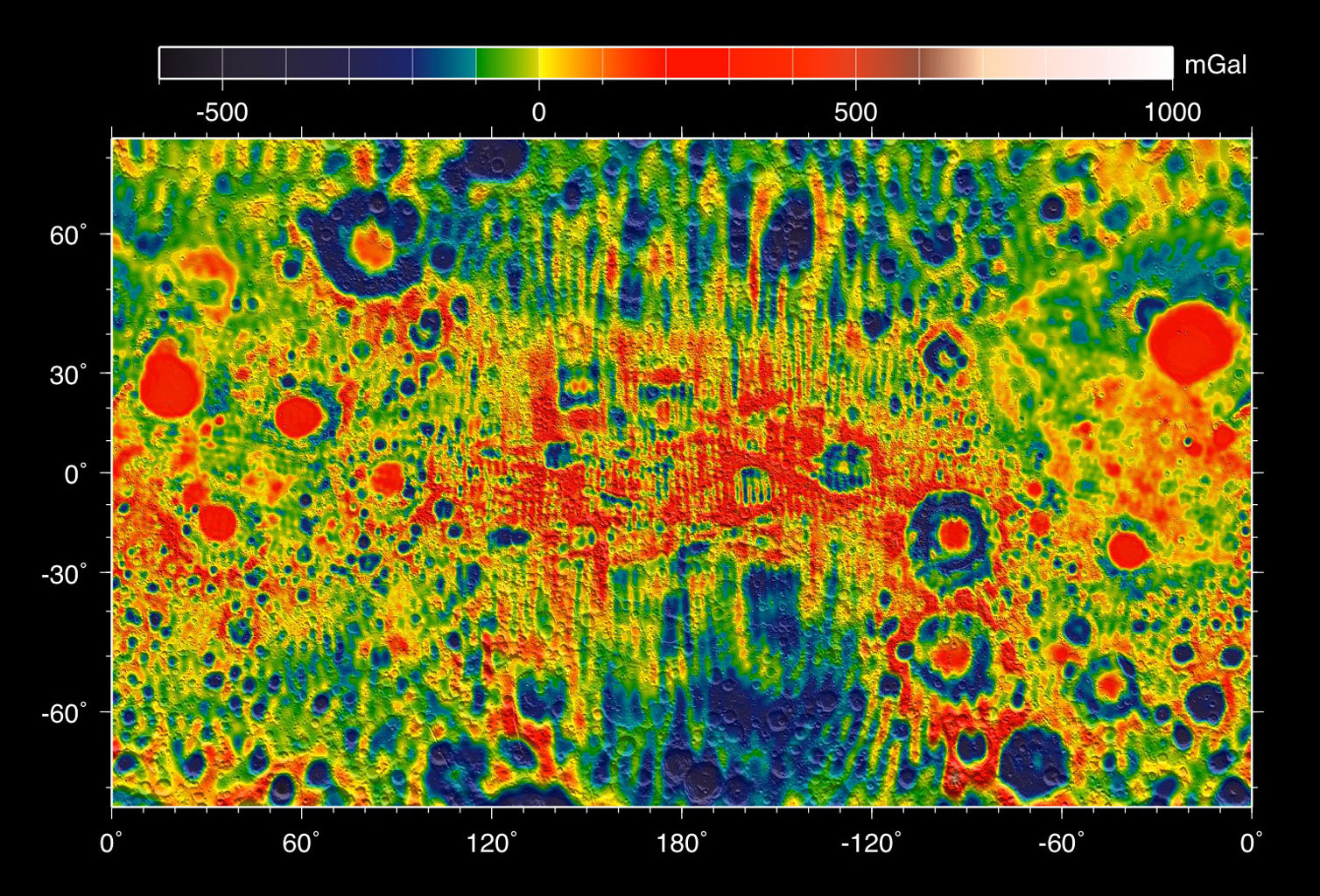
Гравитационная карта Луны, составленная по данным Lunar Prospector

3 марта была официально принята гравитационная модель Луны LP75D, которую на основании данных Lunar Prospector разработал доктор Алекс Коноплив. Новая гравитационная модель Луны помогла уточнить параметры орбиты и их прогнозы, уменьшить количество расходуемого топлива для манёвров и повысить качество работы научной аппаратуры. В середине марта, из-за большой загрузки сети дальней связи DSN, в течение 15 часов не было возможности принимать сигнал с орбиты Луны. 13 марта возникла критическая ситуация, которую предсказывали баллистики: в период с 10:14 до 14:26 UTC Lunar Prospector должен был два раза войти в лунную тень на 46 минут. Питание бортовой аппаратуры было сведено до минимума, что бы не допустить разряда аккумуляторов. Оба затмения были перенесены без проблем. 31 марта была проведена коррекция ориентации оси вращения аппарата. Для доворота на 4,7° к Солнцу в 22:58 UTC двигателями было сделано 23 импульса. Однако необходимость калибровки датчика пересечения лимба не позволила сразу оценить результаты манёвра.
Увеличение солнечной активности в апреле привело к заметному увеличению регистрируемых альфа-спектрометром APS альфа-частиц. 1 мая проводились манёвры с целью улучшения освещения бортовых солнечных батарей. В 15:50 UTC была увеличена скорость АМС на 6 м/с, что привело к поднятию перицентра с 85 км до 112 км. В 16:54 UTC было произведено торможение, которое снизило перицентр до 88 км. В 17:35 UTC скорость осевого вращения слегка снизили от 12,15 до 11,95 об/мин. В результате манёвров удалось повысить напряжение, подаваемое на гамма-спектрометр. С середины мая возникли проблемы с альфа-спектрометром APS: детекторы 3-й плоскости стали насыщать измерительный тракт прибора шумами и их пришлось отключить. С 25 мая стали возникать периодические шумы в детекторах 5-й плоскости и её пришлось отключить 2 июня. 13 августа учёные попытались определить причину возникновения шумов и пришли к выводу, что проблема возникает при засветке датчиков излучением в видимом спектре. Для возобновления работы альфа-спектрометра APS было принято решение развернуть аппарат так, что бы продолжить исследования работающими плоскостями. 5 октября станцию развернули на 180° так, что бы ось вращения была направлена на северный полюс эклиптики, и в течение двух суток проводилась калибровка гамма-спектрометра GRS. 7 октября аппарат снова сделал кульбит и его ось стала смотреть на южный полюс эклиптики. На все манёвры было израсходовано 2,5 кг топлива.
С середины сентября до 24 ноября наступил период длительного нахождения в лунной тени — до 47—48 мин. Для максимальной экономии заряда аккумулятора пришлось отключать бортовой передатчик. Самый мощный бортовой потребитель энергии (нагреватель топливного бака) было решено пока не отключать. 6 сентября аппарат успешно прошёл через первое затмение: дополнительный разряд аккумуляторов вследствие длительного нахождения в земной тени составил 8 %, а общий после прохождения обычной лунной тени — 50 %.
В ноябре ожидалось прохождение метеорного потока Леониды. Для защиты от попадания микрометеоритов Lunar Prospector 15—16 ноября провёл ряд манёвров в результате, которых аппарат был развёрнут на 88° и ориентирован днищем по направлению потока. 19 ноября станция вернулась в исходное положение и продолжила наблюдения
В декабре 1998 года была полностью выполнена научная программа миссии Lunar Prospector, которая была заявлена при запуске в январе 1998 года. Подводя итоги первого года работы АМС Алан Байндер отмечал:
Lunar Prospector работал в течение года безупречно. Качество собранных данных в некоторых случаях в 10 раз выше, чем мы обещали НАСА в самом начале, и мы выполнили все научные задачи задолго до первой годовщины [старта].Алан Байндер
4 декабря в рамках подготовки ко второму этапу исследований была проведена уникальная операция: преднамеренное расходование части топлива космического аппарата. Для этого станцию закручивали туда-сюда и в итоге было потрачено 1,8 кг топлива. Этот, на первый взгляд странный, манёвр имеет простое объяснение: второй этап исследований требовал снижения орбиты, что приведёт к увеличению теневых участков, а значит расход энергии на подогрев топлива должен увеличиться; меньшее количество топлива требовало меньшего расхода электроэнергии, что увеличивало шансы пробуждения аппарата после прохождения тени.
Динамическими операциями 19 декабря 1998 года и 29 января 1999 года началась вторая, дополнительная, часть научной программы. Первый манёвр состоял из двух тормозных импульсов, которые изменили орбиту от 77,5x122,5 км с периодом обращения 118 мин до 25x55 км и периодом 112 мин. Далее пришло время выбора окончательной орбиты для второго этапа исследований. Выбирая между двумя орбитами со средней высотой над поверхностью 25 и 30 км, была выбрана вторая, которая давал гарантированное превышение над рельефом 9 км. При выборе орбиты команда Lunar Prospector в первую очередь руководствовалась данными миссии «Клементина». В ночь с 28 на 29 января АМС провела двухимпульсный манёвр. Первым импульсом (6,34 м/с) был поднят перицентр и сформирована промежуточная орбита 43x63 км. Вторым, тормозным, импульсом (- 11.34 м/с) орбиту довели до 15x45 км с заданным расположением точки перицентра над видимой стороной Луны. 31 января АМС успешно преодолела полутеневое затмение. В итоге на 00:00 UTC 9 апреля аппарат находился на постоянной орбите 22,5x37,5 км с периодом обращения 111 мин. Ось вращения АМС была направлена на южный полюс эклиптики (88,6° ю. ш., 16° долготы), скорость вращения вокруг своей оси — 12.09 об/мин. На борту оставалось 13,61 кг топлива.
19 января снова проводилась диагностика альфа-спектрометра APS, по результатам которой датчики 5-й плоскости были отключены, а датчики 3-й оставили в работе. Однако, 22 января пришлось отключить и 3-ю плоскость прибора, так как шум, возникающий при засветки датчиков, стал влиять на канал нейтронного спектрометра NS. Это взаимовлияние возникло из-за того, что для управления обоими приборами использовался один блок электроники. 25 января APS был отключён полностью. 28 января прибор снова включили в надежде, что после манёвров по изменению орбиты засветка перестанет генерировать шумы. 8 февраля было решено отключить барахлящий блок на месяц, но пауза продлилась только до 22 февраля. 24 мая альфа-спектрометр снова выключили и больше не включали.

### Завершение полёта — последний эксперимент
Идея последнего эксперимента аппарата Lunar Prospector была предложена группой учёных из Техасского университета, которой руководил Дэвид Голдстейн (англ. David Goldstein). Было предложено провести управляемый спуск лунника с орбиты с целью упасть в конкретное место на поверхности Луны. Предполагалось, что под действием кинетической энергии упавшего аппарата произойдёт испарение и выброс лунного вещества, в том числе до 20 килограммов воды. Наблюдать за районом падения должны были обсерватория Мак-Доналд (Техасский университет), обсерватория Кека (Гавайи), космический телескоп Хаббл и другие инструменты в зависимости от условий видимости. Местом падения был выбран кратер, расположенный в южном полярном регионе, размером 50 на 60 км и глубиной 2,5 км и получивший условное название Моусон (англ. Mawson).
На момент принятия решения о проведении последнего эксперимента вся научная программа была выполнена и перевыполнена (изначально планировалась работа аппарата на стокилометровой орбите, затем АМС успешно работала на тридцатикилометровой орбите, и в конце концов спутник был переведён на орбиту высотой 10 км). Запасы топлива на борту были использованы практически полностью, а без топлива Lunar Prospector не мог поддерживать заданную ориентацию, что резко снижало эффективность научного оборудования. С другой стороны, обеспечение управляемого схода с орбиты не требовало больших капиталовложений, но в случае успеха эксперимент мог принести большое количество новой информации о химическом составе лунного грунта в районе падения аппарата. Особенно большие надежды были связаны с предполагаемым выбросом воды — по сути это было главной целью эксперимента.
К месту предполагаемого падения выдвигалось несколько требований: это должен быть кратер, чьи стенки достаточно высоки, чтобы солнечные лучи не могли достигать его дна; сам кратер должен быть достаточно велик, чтобы Lunar Prospector мог попасть в него; и в момент падения аппарата кратер должен быть доступен для наблюдения. Задачу поиска подходящего кратера решили специалисты Лаборатории реактивного движения и Корнеллского университета. Для составления подробной карты южной приполярной области был использован метод радиолокационной интерферометрии. 70-метровая антенна в Голдстоуне облучала южные полярные области. Расположенные в 20 км от Голдстоуна две 34-метровые приемные антенны, принимали отражённый сигнал и по разнице в задержке сигнала учёные рассчитали форму рельефа с точностью до пятидесяти метров. Этот метод позволил «увидеть» области, никогда не освещаемые Солнцем (Солнце в обследованных районах поднимается менее чем на 2° над горизонтом, а сигнал из Голдстоуна падал под углом 6-7° над горизонтом). Полученные таким образом изображения были опубликованы в журнале Science 4 июня 1999 года. Используя полученную трехмерную карту Ж. Л. Марго написал компьютерную программу, позволяющую вычислять условия освещенности южных полярных районов при различных возможных углах Солнца над лунным горизонтом. Эта программа помогла найти области, которые никогда не освещаются Солнцем. Расчёты показали, что сам момент падения не будет виден наблюдателям с Земли. Дэвид Голдстейн предполагал, что через несколько минут после падения над поверхностью должны появиться мельчайшие кристаллики льда, а через несколько часов можно будет зафиксировать локальную атмосферу, сформированную материалом, выброшенным при падении АМС. Директор отделения исследовательских программ Управления космической науки НАСА Гюнтер Риглер (англ. Guenter Riegler) оценивал вероятность успеха эксперимента в 10 %. При этом отмечалось, что неуспех эксперимента не будет означать отсутствие воды на Луне.
31 июля в 09:17 UTC на борту Lunar Prospector была запущена 60-минутная программа прекращения полёта. В 10:00 UTC аппарат вошёл в радиотень и дальнейшие события давались центром управления полётом по расчётной циклограмме. В 10:17 UTC произошло включение двигателя, который выдавал тормозной импульс в течение 276,6 секунды. Аппарат должен был врезаться в лунную поверхность на скорости 1,7 км/с в 10:52:00.8 UTC.
Результат эксперимента оказался неожиданным, как для сторонников, так и для противников наличия воды на Луне: после падения Lunar Prospector учёные не зафиксировали выброса лунного вещества. Само падение вызвало лунотрясение (энергия выделившаяся при падении составила ≈1015 эрг), которое смогли идентифицировать с помощью радиотелескопа ТНА-1500 Калязинской радиоастрономической обсерватории. Обработка данных, полученных с наземных и космических обсерваторий, заняла более двух месяцев и результаты были представлены 13 октября на ежегодной встрече отделения планетологии Американского астрономического общества.
Я думаю, отсутствие следов пара над кратером, образовавшимся при ударе, – новость в определенном смысле даже хорошая. Если бы аппарат промахнулся мимо кратера, то мы бы увидели пылевой всполох на фоне контрастного черного неба. Раз его не было – это значит, КА действительно попал в кратер.Дэвид Голдстейн
Сразу было названо несколько возможных причин такого результата эксперимента:
- КА промахнулся и не попал в кратер;
- КА попал в кратер, но на пятачок поверхности, не содержащий льда, например, в валун скальной породы;
- энергии удара не хватило, чтобы испарить достаточное количество воды. Это могло иметь место, например, если вода связана в минералах в виде гидратов;
- воды в кратере нет вовсе, а избыток водорода, зафиксированный нейтронным спектрометром NS, находившимся на борту АМС, это просто чистый водород;
- выбрана неподходящая модель удара аппарата о поверхность;
- неправильно выбраны параметры при моделировании выброса пыли и пара во время падения аппарата;
- неточно были нацелены телескопы, использовавшиеся для наблюдения места падения, из-за его слишком малых угловых размеров;
- пыль и пар от падения поднялись, но ниже кромки кратера.

## Научные результаты и влияние

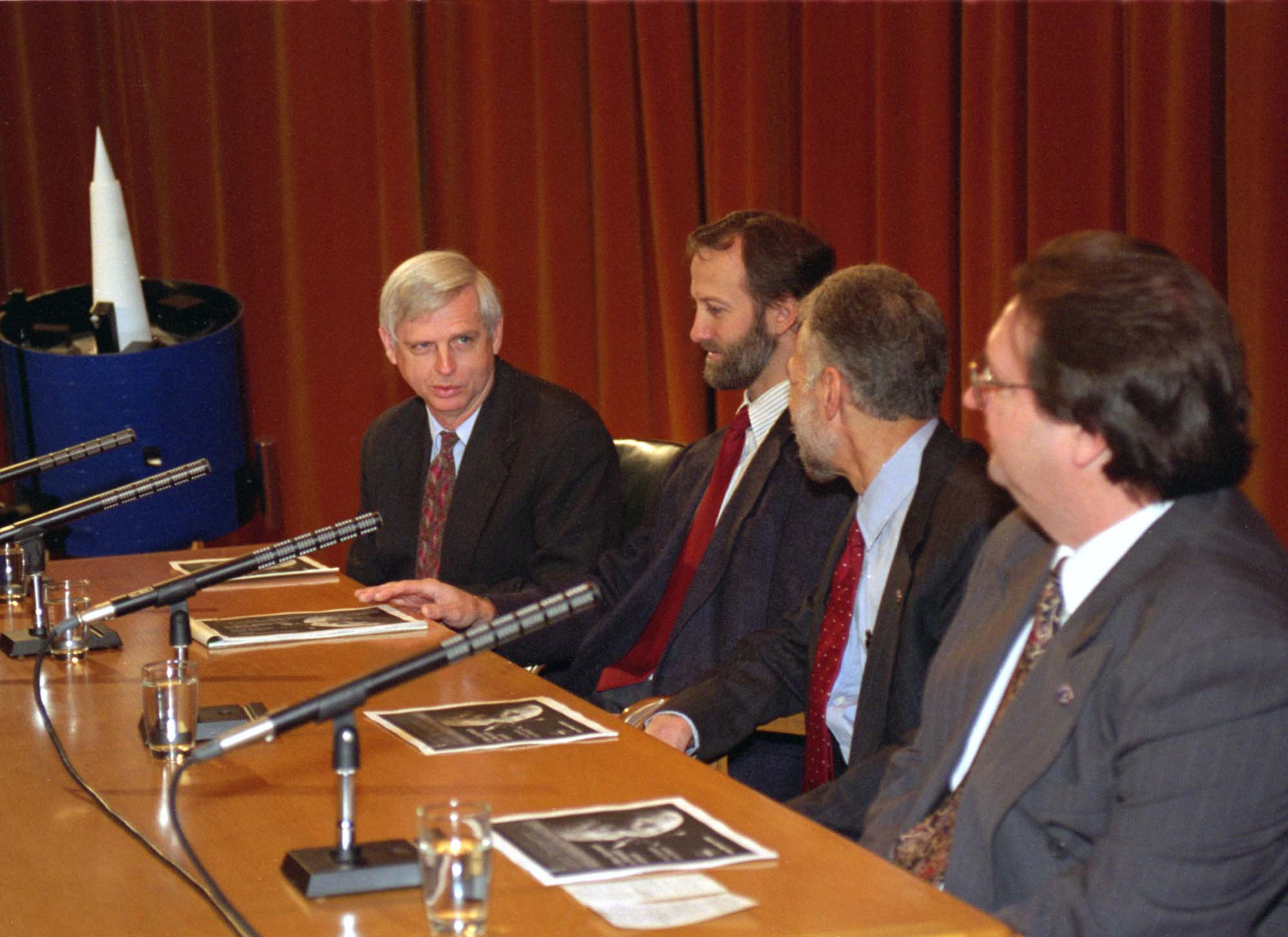
Алан Биндер, Алекс Коноплив, Уильям Фельдман, Скотт Хаббард представляют первые результаты исследований Lunar Prospector

Первые научные результаты миссии Lunar Prospector были озвучены 16 марта 1998 года во время 30-й Лунной и Планетарной Научной Конференции в Хьюстоне (англ. 30th Lunar and Planetary Science Conference in Houston).

### Нахождение воды на Луне
На основании данных полученных нейтронным спектрометром был сделан вывод о наличии водяного льда в районе полюсов Луны. Первые оценки давали примерно 1 % воды от массы реголита. Это значит, что на Луне может быть около 300 млн тонн воды. Позже Уильям Фелдман (англ. William Feldman) оценил количество льда примерно по 3 млрд тонн льда на каждом из полюсов. Алан Байндер отмечал, что в районе Северного полюса интенсивность нейтронов, указывающих на наличие льда, примерно на 15 % сильнее, чем у Южного. До получения материалов Lunar Prospector считалось, что лунный лёд равномерно распределён по поверхности, но оказалось, что лёд сконцентрирован в кратерах и покрыт слоем сухого реголита толщиной 0,4-0,45 м.

### Распределение химических элементов по поверхности Луны

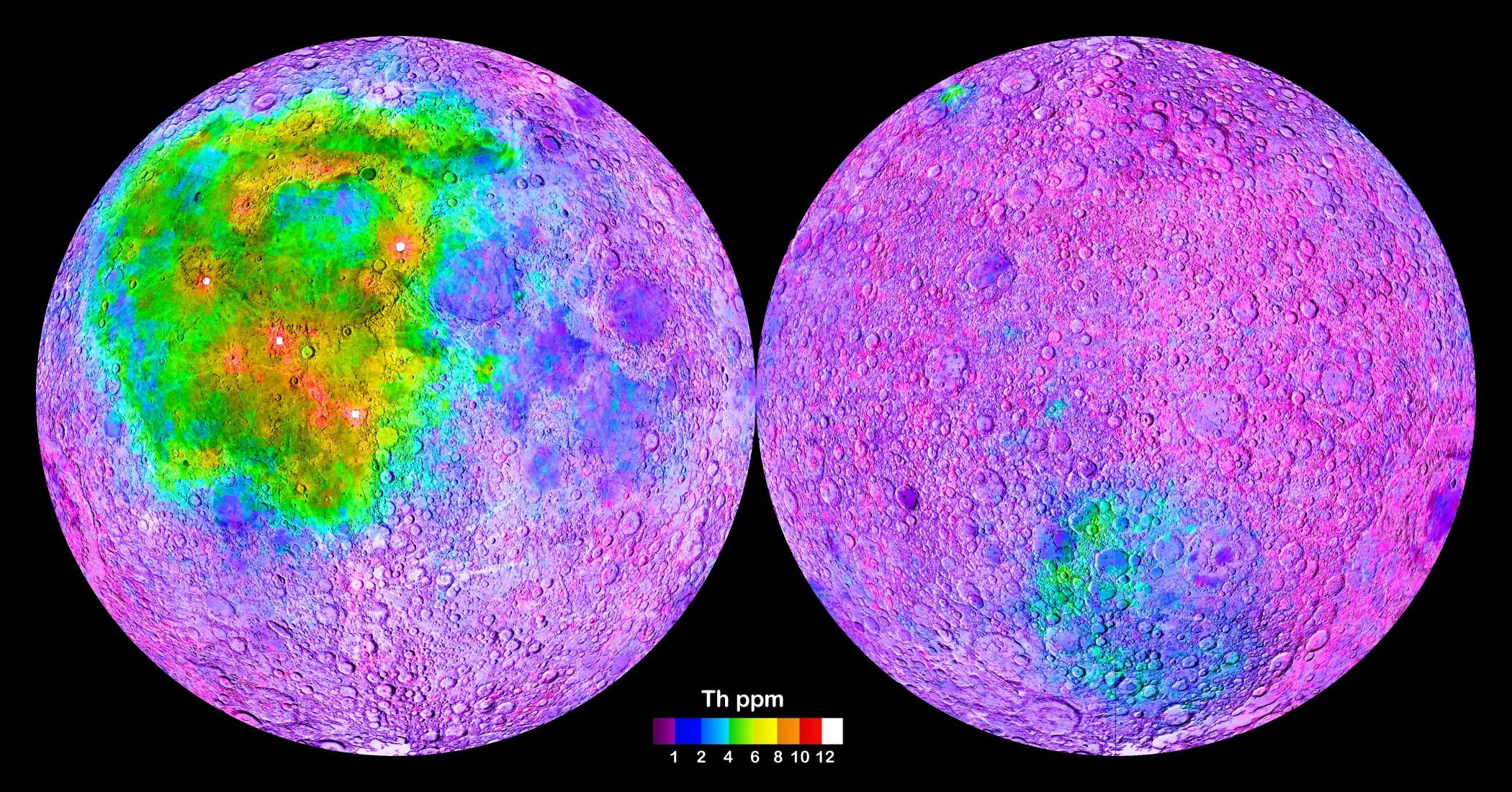
Карта концентрации тория на поверхности Луны согласно данным Lunar Prospector

Нейтронный спектрометр и гамма-спектрометр позволили создать карту распределения химических элементов по поверхности Луны. Было сделано предположение, что часть материала, содержащего торий, калий и железо, была выброшена из коры Луны в результате ударов астероидов и комет. В районе самого большого лунного кратера Бассейна Южный полюс — Эйткен гамма-излучение тория хотя и выше фона, но значительно меньше, чем вокруг Моря Дождей. В Море Дождей были обнаружены самарий и гадолиний. В целом результаты спектрометров превзошли ожидания разработчиков и позволили создать карту распределения химических элементов с высоким разрешением. К примеру, распределение тория было нанесено на карту с разрешением 60 километров.

### Ядро Луны и масконы

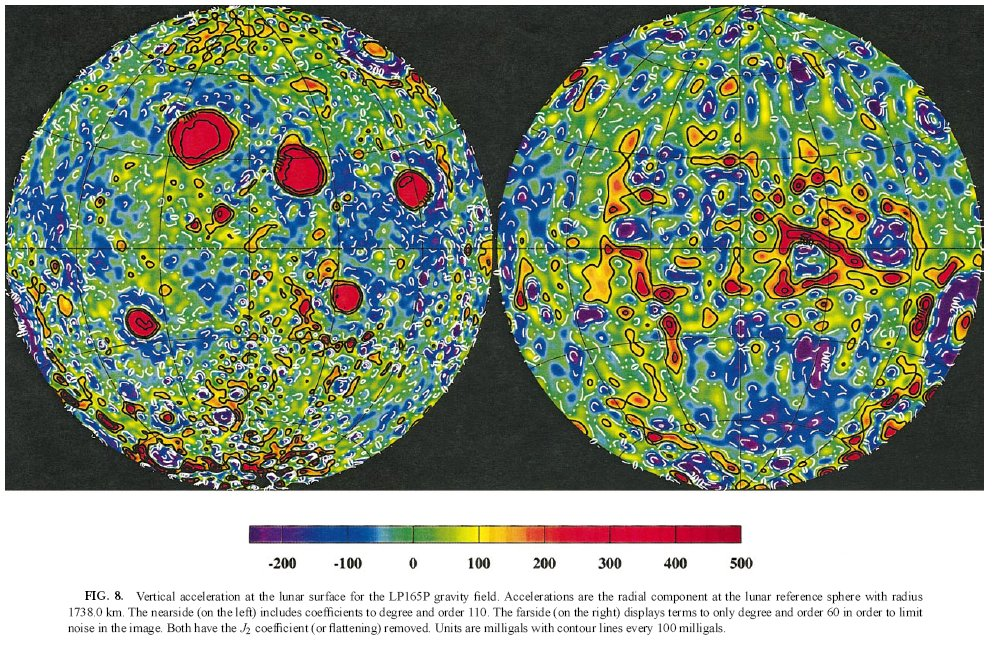
Гравитационная карта Луны по итогам исследований Lunar Prospector

Данные, полученные с помощью АМС, позволили сделать вывод о том, что лунное ядро составляет примерно 4 % от общей массы Луны. В сравнении с земным ядром, составляющим 30 % массы, это очень маленький показатель. Эти данные стали ещё одним доказательством в поддержку Модели ударного формирования Луны. Алекс Коноплив представил данные на основании гравитационных измерений, которые позволили оценить размер ядра от 140 до 280 миль (от 220 до 450 километров). Лон Худ на основании данных магнитометра оценил размер ядра 180 до 260 миль (от 300 до 425 км). Учёный-планетолог Робин Кэнап (англ. Robin Canup) из Юго-западного исследовательского института в Боулдере поддержал результаты исследований: «Теория гигантского удара без проблем объясняет ядро такого размера».
По возмущениям в движении аппарата было обнаружено 7 новых масконов, из которых три на обратной стороне. Геофизик Грегори Нейман (англ. Gregory Neumann) из Массачусетского технологического института и Центра космических полетов имени Годдарда так оценил результаты гравитационного картирования Луны: «Эти изображения [гравитационных полей] замечательны своей ясностью».

### Лунное магнитное поле

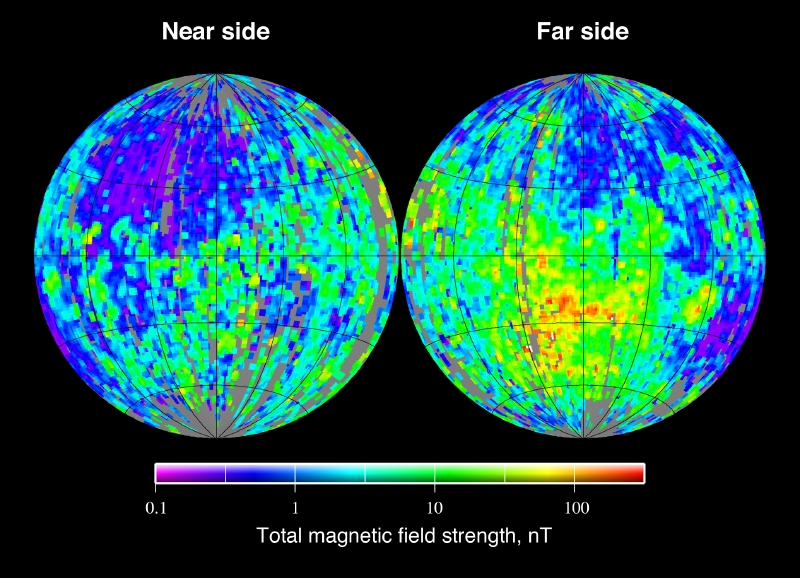
Распределение напряжённости магнитного поля Луны по результатам исследований Lunar Prospector

На обратной стороне Луны магнитометром были обнаружены сравнительно мощные локальные магнитные поля — 40 нТл (0,1 % от земного маг. поля), которые сформировали 2 небольшие магнитосферы диаметром около 200 км. Кроме этого были зафиксированы магнитные аномалии около мест, противоположных бассейнам Моря Кризисов, Моря Ясности и Моря Дождей, что, по мнению Роберта Лина, Марио Акуна и Лона Худа, подтверждает гипотезу ударного образования локальных магнитных аномалий.

### Происхождение Луны
16 марта 1999 года на 30-й Лунной и Планетарной Научной Конференции в Хьюстоне Алан Байндер сделал доклад, во время которого привёл свидетельства, полученные Lunar Prospector, которые доказывают ударное происхождение Луны. Научный руководитель миссии предположил, что катастрофа произошла после того, как на Земле начался процесс гравитационной дифференциации пород, приведшей к формированию железного ядра Земли. В результате гравитационной дифференциации пород обломки, выброшенные в результате столкновения Земли и небесного тела размером с Марс, содержали малое количество железа, которое, в свою очередь, сформировало лунное ядро малого размера.
Результаты, полученные АМС Lunar Prospector, оказали сильное влияние на дальнейшее исследование Луны. Именно после полёта Lunar Prospector поиск водяного льда в районе полюсов стал самостоятельной задачей. Материалы, полученные во время миссии Lunar Reconnaissance Orbiter (АМС запущена в космос 19 июня 2009 года), подтвердили данные Lunar Prospector о наличии водяного льда на Луне.